# 久喜藩
久喜藩（くきはん）は、武蔵国埼玉郡久喜本町（現在の埼玉県久喜市久喜中央および本町、久喜本。古くには久喜本村とも）に存在した藩。藩庁は久喜陣屋（字荒鎌）。

## 藩史
譜代大名の米津政武は武蔵をはじめ、下総国・河内国・摂津国・上総国などに1万2000石の所領を領していた。だが、貞享元年（1684年）に武蔵埼玉郡・多摩郡・下総国印旛郡をはじめとする領地替えを行なわれて、久喜に陣屋を置いたことから、久喜藩が立藩された。政武は貞享4年（1687年）5月18日に寺社奉行となり、元禄11年（1698年）11月11日に隠居して家督を長男の米津政矩に譲った。しかし政矩は元禄16年（1703年）1月15日に父に先立って早世する。このため、弟の米津政容が第3代藩主となった。政容は大坂定番にまでなっている。第4代藩主・米津政崇も大番頭・大坂定番を務めている。第5代藩主・米津通政の代である寛政10年（1798年）7月6日、武蔵国内の所領6400石を出羽国村山郡内に移されたとき、久喜陣屋も廃して長瀞陣屋を置いたため、以後、米津家は長瀞藩主として存続した。

## 歴代藩主
米津家
1万2000石→1万1000石。譜代。
1. 米津政武（まさたけ）〈従五位下・出羽守〉
2. 米津政矩（まさのり）〈従五位下・出羽守〉
3. 米津政容（まさよし）〈従五位下・出羽守〉
4. 米津政崇（まさたか）〈従五位下・越中守〉
5. 米津通政（みちまさ）〈従五位下・出羽守〉